# Geneva Seahawks 2023
Questa voce raccoglie le informazioni riguardanti i Geneva Seahawks nelle competizioni ufficiali della stagione 2023.

## Lega Nazionale A 2023

### Stagione regolare
| 18 marzo 2023 1ª giornata | Calanda Broncos | 27 – 13 | Geneva Seahawks |  |

| 26 marzo 2023 2ª giornata | Geneva Seahawks | 34 – 13 | Gladiators Beider Basel |  |

| 15 aprile 2023 5ª giornata | Geneva Seahawks | 21 – 14 | Winterthur Warriors |  |

| 22 aprile 2023 6ª giornata | Gladiators Beider Basel | 10 – 14 | Geneva Seahawks |  |

| 30 aprile 2023 7ª giornata | Zürich Renegades | 12 – 10 | Geneva Seahawks |  |

| 6 maggio 2023 8ª giornata | Geneva Seahawks | 28 – 33 (7-0 0-17 7-3 14-13) | Thun Tigers |  |

| 20 maggio 2023 9ª giornata | Winterthur Warriors | 21 – 28 (d.t.s.) (0-0 7-14 7-0 7-7 0-7) | Geneva Seahawks | (470 spett.) |

| 3 giugno 2023 11ª giornata | Geneva Seahawks | 13 – 7 | Bern Grizzlies |  |

| 17 giugno 2023 13ª giornata | Geneva Seahawks | 23 – 35 | Zürich Renegades |  |

| 24 giugno 2023 14ª giornata | Bern Grizzlies | 19 – 3 | Geneva Seahawks |  |

### Playoff
| 8 luglio 2023 Semifinale | Calanda Broncos | 35 – 3 | Geneva Seahawks |  |

## Statistiche di squadra
| Competizione      | %Vittorie | In casa | In casa | In casa | In casa | In casa | In casa | In trasferta | In trasferta | In trasferta | In trasferta | In trasferta | In trasferta | Totale | Totale | Totale | Totale | Totale | Totale |
| Competizione      | %Vittorie | G       | V       | N       | P       | Pf      | Ps      | G            | V            | N            | P            | Pf           | Ps           | G      | V      | N      | P      | Pf     | Ps     |
| ----------------- | --------- | ------- | ------- | ------- | ------- | ------- | ------- | ------------ | ------------ | ------------ | ------------ | ------------ | ------------ | ------ | ------ | ------ | ------ | ------ | ------ |
| Stagione regolare | .500      | 5       | 3       | 0       | 2       | 119     | 102     | 5            | 2            | 0            | 3            | 68           | 89           | 10     | 5      | 0      | 5      | 187    | 191    |
| Playoff           | .000      | 0       | 0       | 0       | 0       | 0       | 0       | 1            | 0            | 0            | 1            | 3            | 35           | 1      | 0      | 0      | 1      | 3      | 35     |
| Totale            | .455      | 5       | 3       | 0       | 2       | 119     | 102     | 6            | 2            | 0            | 4            | 71           | 124          | 11     | 5      | 0      | 6      | 190    | 226    |